# Gintautas Paluckas
Gintautas Paluckas (Panevėžys, 1979. augusztus 19.) litván politikus, 2024. december 12. és 2025. augusztus 4. között Litvánia miniszterelnöke. 2017 és 2021 között a Litván Szociáldemokrata Párt elnöke volt.
2025. július 31-én lemondott  a miniszterelnöki, valamint a Litván Szociáldemokrata Pártban betöltött tisztségéről is, miután gazdasági visszaélésekkel kapcsolatos vádak merültek fel vele szembe és hivatalos vizsgálat indult ellene.

## Élete
2003-tól tagja a Litván Szociáldemokrata Pártnak. 2015 és 2019 között Vilnius polgármestere volt, 2017 és 2021 között pedig a Szociáldemokrata Pártot vezette. 
A 2024-es parlamenti választásokat Litvániában a Szociáldemokrata Párt nyerte, ám mivel a párt listavezetője, Vilija Blinkevičiūtė nem fogadta el a miniszterelnöki posztot, Gitanas Nausėda köztársasági elnök Paluckast bízta meg a kormány megalakításával.

## Magánélete
Házas, feleségével, Ilma Paluckėvel közösen 2 gyermeket nevelnek.